# Élie de Comminges
Élie de Comminges (1831-1894) est un officier, un cavalier et un mémorialiste français.

## Biographie
Marie-Bernard-Élie, comte de Comminges, baron de Saint-Lary, est né le 6 mars 1831 à Saint-Lary (Haute-Garonne) dans une vieille famille gasconne.
Devenu officier par la troupe, il entre au prestigieux régiment des guides de la Garde impériale le 2 janvier 1855. Il fait ensuite la campagne d'Italie où il servit dans l'escadron d'escorte de l'Empereur Napoléon III.
Il démissionne le 26 avril 1861 pour se marier avec Mathilde Félicie von der Borch, d'une famille balte. Il commanda, pendant la guerre de 1870-1871, le 2e bataillon de la Garde mobile de la Haute-Garonne. 
Il meurt à Paris le 20 mai 1894.
Ses Mémoires donnent une image très vive, parfois cocasse, de la Gascogne et de la cavalerie traditionnelle.
Il était père d'Aimery de Comminges (1862-1925) et d'Isabelle de Comminges (1874-1953), épouse Pillet-Will, dite la Panthère, qui fut une rivale de l'écrivaine Colette dans la vie d'Henri de Jouvenel (elle fut la mère de son fils Renaud de Jouvenel).

## Publication
- Souvenirs d'enfance et de régiment. 1831 - 1870-71, Paris, Plon, 1910, 290 pages, portrait photographique en frontispice.